# Pedro José Conti
Pedro José Conti (n. Brescia, Lombardía, Italia, 10 de octubre de 1949) es un misionero, obispo católico e ingeniero electrónico italiano afincado en Brasil.

## Biografía

### Primeros años y formación
Nacido en la ciudad italiana de Brescia ("situada en la Región de Lombardía"), el día 10 de octubre de 1949.
Sus padres son Francesco Conti y Rosina Molinari.
Después de estudiar primaria y secundaria, se convirtió en técnico electrónico.
Durante su juventud sirvió en diferentes parroquia de la Diócesis de Brescia y estuvo a cargo de los niños pertenecientes a Acción Católica. 

### Sacerdocio
En 1970 ingresó en el seminario y el 12 de junio de 1976 fue ordenado sacerdote.
Más tarde, el 28 de octubre de 1983, obtuvo un Doctorado en Ingeniería Electrónica por el Politécnico de Milán.
Luego, el 10 de noviembre de ese mismo año, viajó hacia Brasil como Misionero Fidei Donum en la Diócesis de Bragança.Allí fue desde septiembre de 1984 hasta diciembre de 1995, párroco en el municipio de Paragominas.

## Episcopado

### Conceição do Araguaia
El 27 de diciembre de 1995 ascendió al episcopado, cuando Su Santidad el Papa Juan Pablo II, le nombró como Obispo de la Diócesis de Conceição do Araguaia.
Además de elegir su escudo, escogió como lema, la frase: “Senhor, Tu sabes que eu te amo” – (en portugués).
Recibió la consagración episcopal el 18 de febrero de 1996, a manos del entonces Arzobispo de Belém "Monseñor" Vicente Joaquim Zico(†) actuando como consagrante principal. Y como co–consagrantes tuvo al entonces Obispo de Braganza "Monseñor" Miguel Maria Giambelli(†) y al entonces Obispo de Cáceres "Monseñor" José Vieira de Lima.

### Obispo de Macapá
Actualmente desde el día 29 de diciembre de 2004, es el nuevo Obispo de la Diócesis de Macapá.
También dentro de la Conferencia Episcopal Brasileña, pertenece a diversas Comisiones Episcopales.